# マザン修道院

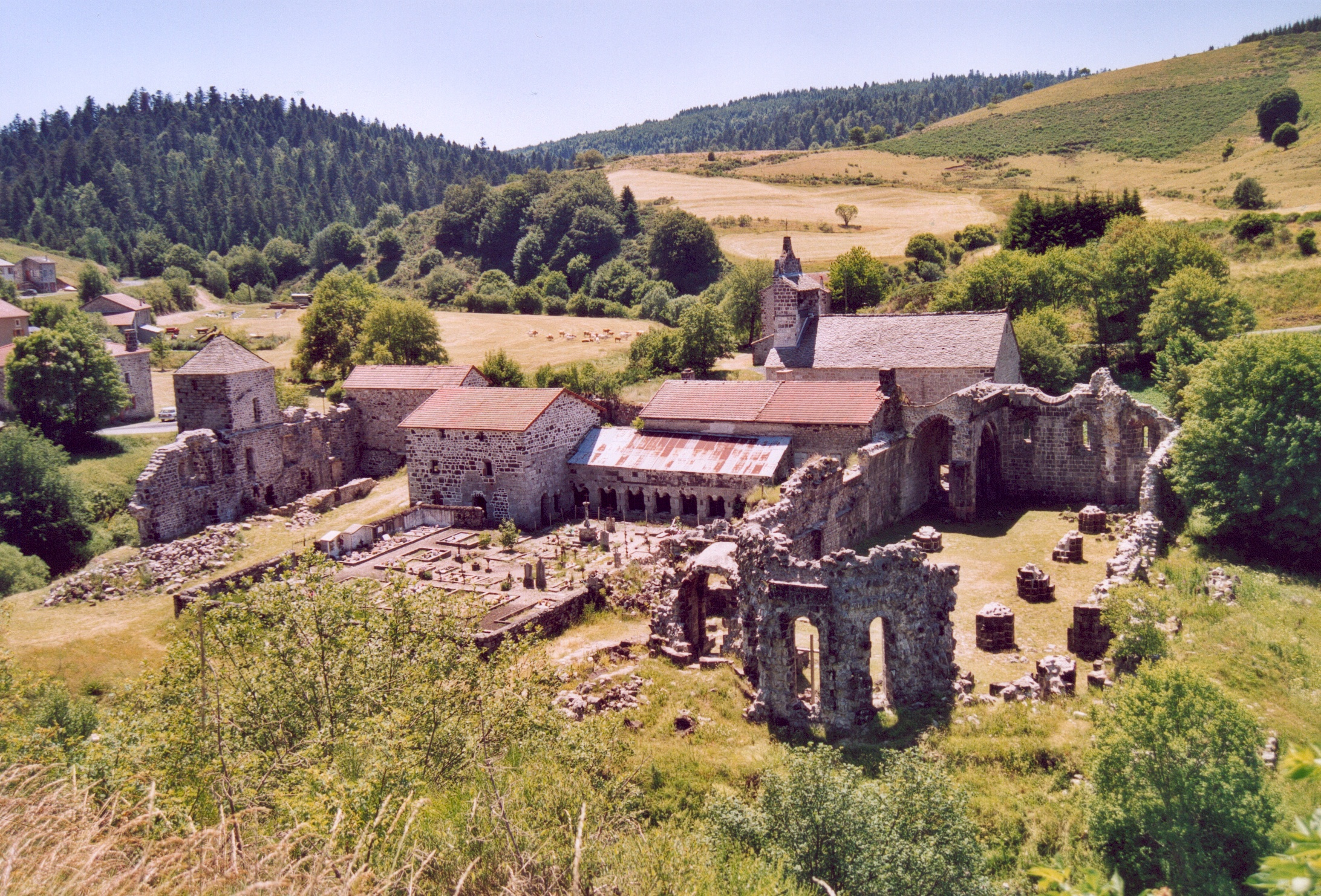
マザン修道院遺構 - 東から見た図。右手前に残っている壁が本項で扱う修道院の教会堂遺構

マザン修道院 （Abbaye de Mazan）は、フランスのオーヴェルニュ＝ローヌ＝アルプ地域圏(旧ローヌ＝アルプ地域圏)のアルデシュ県に遺構が残る旧シトー会修道院である。一般にプロヴァンスの三姉妹として有名なル・トロネ修道院、セナンク修道院の親修道院であるが、単にそれだけの文脈で語られるケースがほとんどであり、建築の実態としてはマイナーな存在である。
1120年、ボンヌヴォー修道院の子院としてこのヴィヴァレ地方に創建されたマザン修道院の教会堂は1140年 - 1150年に完成したと見られる。すなわち、現存最古のシトー会修道院建築として知られるフォントネー修道院とほぼ同時期の建築と言える。
教会堂の完成以前から、1136年に時のバルセロナ伯、プロヴァンス侯の要請によりプロヴァンスに最初の修道院、フロレージュ修道院を子院として設立した。これは後に20kmほど移転し、ル・トロネ修道院となった。また、1148年にはセナンク修道院を子院として設立するなど計4つの子院を設立した
。
その後は百年戦争やユグノー戦争による襲撃を経験し、フランス革命により1790年、フランス全土の修道院とともに解散させられることとなった
。1849年には歴史的記念建造物に指定されるも、1923年に天井が崩落し現在に至る。
建物は西を正面としたラテン十字形の平面を持ち、寸法は内法で東西50メートル弱、巾は翼廊部分で南北20メートルほどである。身廊は4ベイ。南北翼廊の東端には1つずつの小祭室が付属しており、後陣ともども平面は半円形である。南側廊の西第1ベイには傾斜尖頭トンネル・ヴォールト（起拱点の高さが左右で違うヴォールト）の遺構が残存しており

、これは先述のル・トロネ、セナンクに受け継がれ、そして子院ではないもののシルヴァカンヌ修道院でも採用されている構造である。